# Synapiina

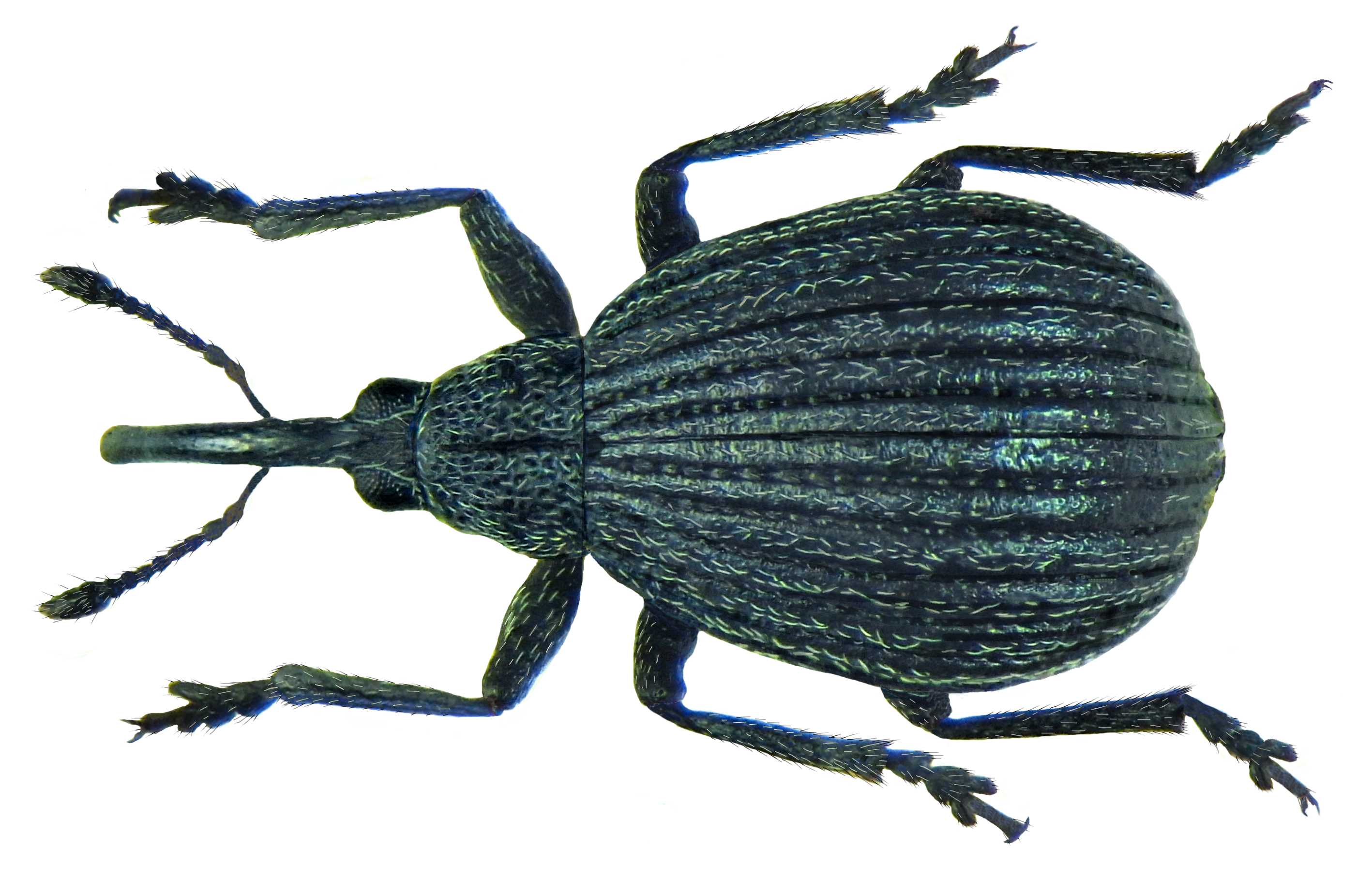
Protopirapion atratulum

Synapiina – podplemię chrząszczy z nadrodziny ryjkowców i rodziny pędrusiowatych.

## Morfologia
Chrząszcze te mają owłosienie nie zagęszczone w żadnym miejscu.
Głowa ma czoło punktowane lub punktowane i rowkowane, rzadko nierzeźbione. Jeśli występują na nim rowki to jest ich od pięciu do siedmiu. Ryjek najczęściej jest zakrzywiony.
Kształt przedplecza zazwyczaj jest dzwonkowaty. Pokrywy zwykle są podługowato-owalne do gruszkowatych i najszersze za środkiem. Rząd drugi łączy się u wierzchołka z dziewiątym i ewentualnie z pierwszym, nie kończąc się nigdy dołkiem. Powierzchnia wyrostka śródpiersia nie jest wyniesiona powyżej powierzchni wyrostka zapiersia.
Punktowanie na wszystkich widocznych sternitach odwłoka jest podobne. Genitalia samca mają nieuzbrojone krawędzie boczne płatów parameroidalnych, niemal płaską, wyraźnie na szczycie wciętą płytkę tegminalną, większy od niej, silnie powiększony wolny pierścień, stawowo z tym pierścieniem połączone oraz wydatne prostegium o zaokrąglonym, ściętym lub rozdwojonym wierzchołku. Środkowy płat edeagusa (prącie) zwykle ma wierzchołek w widoku bocznym podgięty na spód lub prosty. U gatunków o wierzchołku tym odgiętym do góry endofallus ma zawsze wyraźne fałdy wzmacniające w części nasadowej.

## Taksonomia
Takson ten wprowadził w 1990 roku Miguel Á. Alonso-Zarazaga na łamach czasopisma „Graellsia” jako jedno z podplemion w obrębie plemienia Oxystomatini. W systemie Alonsa-Zarazagi i Christophera H.C. Lyala z 1999 roku oraz katalogu palearktycznych chrząszczy z 2011 roku zaliczano do niego cztery rodzaje:
- Ischnopterapion Bokor, 1923
- Protopirapion Alonso-Zarazaga, 1990
- Stenopterapion Bokor, 1923
- Synapion Schilsky, 1902

W XXI wieku stosowano systemy nie wyróżniające plemienia Oxystomatini i włączające zaliczane doń rodzaje do plemienia Apionini. W systemach tych Synapiina były wyróżniane jako jedno z podplemion Apionini lub też ich rodzaje włączano do Oxystomatina. W 2018 roku podplemię przywrócone zostało przez Andrieja Legałowa, ale autor ten bez komentarza podał Trichapiina jako jego synonim. W niektórych późniejszych pracach krok ten nie został przyjęty i Trichapiina są traktowane jako odrębne podplemię.